# San Pablo Nuevo
San Pablo Nuevo è un comune (corregimiento) della Repubblica di Panama situato nel distretto di David, provincia di Chiriquí. Si estende su una superficie di 59 km² e conta una popolazione di 1.752 abitanti (censimento 2010).